# Chebsko
Chebsko (německy Egerland, v chebském sudetoněmeckém nářečí Eghalånd, latinsky Regio Egrensis) je historické území v nejzápadnější části Čech a v přilehlém pohraničí Německa. Během historie Chebsko měnilo rozsah i majitele. Centrem oblasti je město Cheb.
Historické panství nelze zcela ztotožňovat se současným okresem Cheb, protože ten obsahuje jen část historického Chebska a zároveň obsahuje i území, která nikdy součástí Chebska nebyla (Mariánské Lázně a okolí), stejně jako z podobných důvodů není Chebsko totožné s euroregionem Egrensis. O něco více na jeho tradice navazuje mikroregion Chebsko, který vznikl roku 2003 jako dobrovolný svazek obcí za účelem vzájemné pomoci a spolupráce.
Chebsko je pozoruhodné především díky své historii, vedla jím např. významná cesta Via Regia a Cheb sám nebyl ve středověku jen velmi bohaté město, ale i jedno z geopolitických a obchodních center Evropy. Šlo o místo, kde se výrazně stýkaly a navzájem obohacovaly německá a česká kultura. K přerušení došlo mezi roky 1948 až 1989, kdy se nacházelo v pohraničním pásmu a v jeho západní části byla vztyčena železná opona. Na druhou stranu ono liduprázdné území zachovalo mnohé unikátní druhy živočichů a rostlin.

## Historie

### Vznik Chebska
Od 6. století se zde objevuje sporadické slovanské osídlení, pravděpodobně jde o kmen Hbanů, to je však potlačeno následnou německou kolonizací ze západu. V roce 973, kdy bylo založeno pražské biskupství, území Chebska náleží pod správu biskupství v Řezně. Od časného středověku je také součástí franské, později bavorské pohraniční marky Nordgau, která je od druhé poloviny 11. století už markrabstvím, kde vládnou hrabata z Giengenu, nazývaní též Děpoltici. Děpold III. založil klášter ve Valdsasích, vybudoval chebský hrad a v jeho darovací listině z roku 1135 je poprvé doložen název Chebska (regio Egere). Po jeho smrti s územím Nordgau začal disponovat římskoněmecký král Konrád III., který je později roku 1149 rozdělil a chebskou část dal jako věno Adély, dcery Děpolda III., jejímu muži a svému synovci Fridrichu Švábskému, pozdějšímu císaři Fridrichovi I. Barbarossovi. Tak se Chebsko osamostatnilo a dostalo do držení rodu Štaufů.

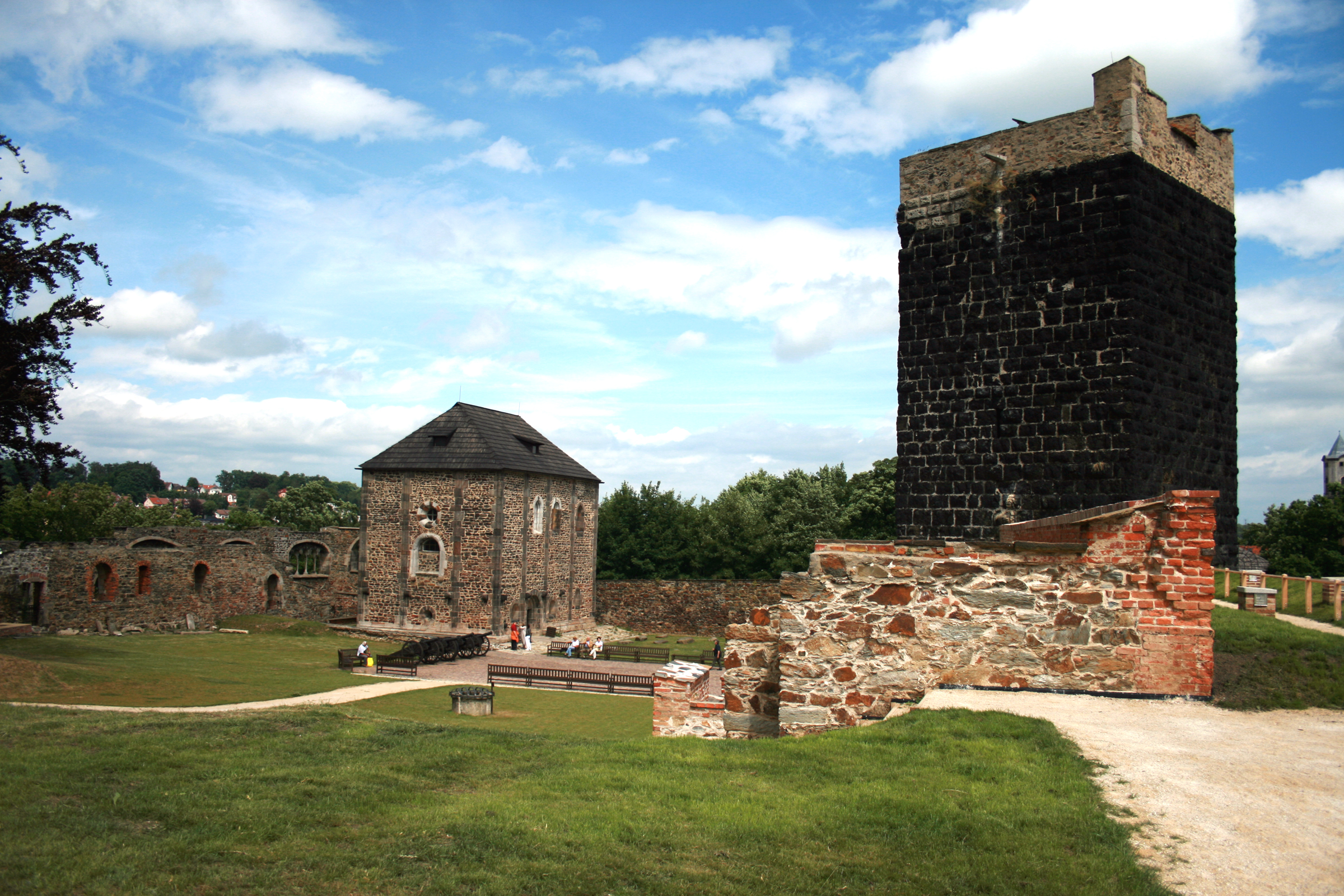
Chebský hrad s Černou věží a s kaplí sv. Erharda a sv. Uršuly

V této době bylo zhruba třikrát větší, než pozdější jádro, které českému státu zbylo, zahrnovalo nejen území děkanátu Cheb, ale i děkanátu Wunsiedel. Západní hranice tedy zasahovala až k pramenům řeky Ohře (německy Eger, od níž má Chebsko své německé pojmenování). Císař Fridrich I. Barbarossa měl Cheb v oblibě, často zde setrvával a nejpozději roku 1179 z chebského hradu vytvořil císařskou falc. Z ní pak celé Chebsko za nepřítomnosti panovníka spravoval fojt (judex provinciarum).

### Říšská zástava
Roku 1206 slíbil Filip Švábský, římskoněmecký král z rodu Štaufů, Chebsko Václavu I. jako věno své dcery Kunhuty, k jeho postoupení ale nedošlo a vážně se ho začal domáhat až syn Václava I., Přemysl Otakar II. Na základě plné moci od římskoněmeckého krále Richarda Cornwallského se Chebska roku 1266 zmocnil, ale už roku 1276 se ho musel kvůli říšské klatbě (aberacht), uvalené na něj králem Rudolfem Habsburským, vzdát. Václav II., který si vzal Rudolfovu dceru Gutu, toto území na základě předchozí sňatkové úmluvy získal podruhé (1291). Držel ho ale opět jen krátce, do roku 1304, kdy Chebsko v rozporu se zástavní smlouvou dobyl král Albrecht I. Definitivně ho pro Čechy získal až Jan Lucemburský v roce 1322 za vojenskou pomoc Ludvíku Bavorovi v bitvě u Mühldorfu. Tehdy se také od něj odloučily části území, které se převážně dostaly do rukou říšských purkrabí v Norimberku, zbytek byl říšskou zástavou na 20 tisíc hřiven stříbra, jež nebyla začleněna přímo do Českého království, ale byla k němu připojena jako autonomní území. Krále sice na chebském hradě zastupovali purkrabí a jemu podřízení hejtman a soudce, nicméně Chebsko bylo značně samostatně spravováno chebskými měšťany, kteří např. už od roku 1235 pro celé území razili vlastní mince.
Ovšem neoddělitelnost od českých zemí byla potvrzena až majestátem Karla IV. roku 1348, teprve tím se stalo skutečnou státoprávní součástí českého státu. Protože ale stále formálně šlo o říšskou zástavu, bylo stanoveno, že jeho oddělení by bylo možné jen tehdy, pokud by český král dobrovolně svolil k jeho vyplacení a vrácení. Cena byla navíc zvýšena na 40 tisíc hřiven stříbra. Roku 1355 pak ještě vyhlásil, že Chebsko nemá být od České koruny dále zastavováno, nebo jiným způsobem zcizeno. Postavení Chebska se pak de jure až do 18. století neměnilo, změny však ještě doznalo na svém území. Nástupce Karla IV., Václav IV., sice zaručil, že tamní léna mohou nabývat jen místní obyvatelé a že chebským měšťanům kromě města patří mnohé tvrze a hrady, např. Starý Hrozňatov, Neuberg, Neuhaus, Seeberg nebo Vildštejn, ale jako slabší král nezajistil Chebsku dostatečnou ochranu. To proto spolu s Loketskem pravidelně uzavíralo zemský mír, tzv. chebský landfrýd, i přesto ale byly všechny statky Neuhausu jejich vládci postoupeny purkrabímu norimberskému, čímž se velká část Chebska dostala do rukou Hohenzollernů a spolu s panstvím wunsiedelským, hohenberským a thiersteinským vytvořila tzv. Bayreuthské šestiúřady. Protože tomu Václav IV. nedokázal zabránit, předal nakonec Chebsko svému bratrovi Zikmundovi. Ten ale navíc postoupil roku 1414 valdsaský klášter falckrabím rýnským a vévodům bavorským, aby od roku 1524 zůstal trvalou součástí Horní Falce, roku 1422 schönbašské panství markrabím míšeňským a osamostatnil Ašsko.

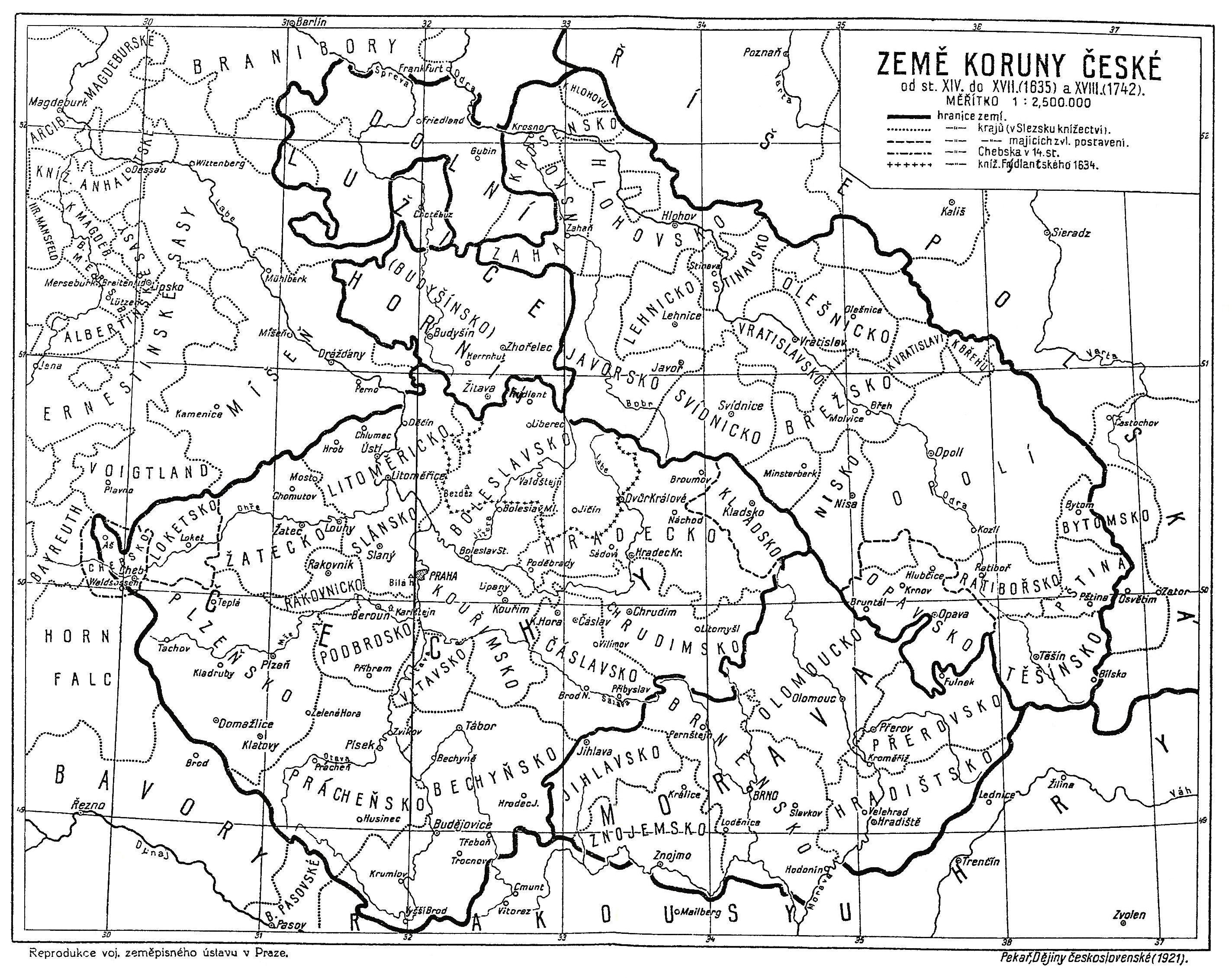
Chebsko jako jedna ze zemí Koruny české

Tak Chebsko získalo dlouhodobou a téměř definitivní teritoriální podobu, protože enkláva Marktredwitz musela být postoupena až roku 1806 Bavorsku kvůli porážce Rakouska v bitvě u Slavkova (ještě roku 1561 ve sporech s markrabaty bayreuthskými ji Chebsko uhájilo) a roku 1846 došlo k rozdělení malého sporného území Frais na bavorskou obec Neualbenreuth a českou obec Mýtina. Prostřednictvím purkrabího Kašpara Šlika, který na chebském hradu zastupoval českého krále a kterému bylo zastaveno i Loketsko, takže vládl oběma územím současně, se pak Chebsko začalo více spojovat s Českým královstvím a začalo být nazýváno krajem, když jeho vnitřní organizace i poměr ke králi nebyly od postavení tzv. vnějších krajů (Loketska a Kladska) nijak zvláště odlišné.

### Bohemizace za Habsburků
Větší sbližování začalo za panování habsburského rodu, dvorské i královské úřady nad ním začaly ještě důrazněji uplatňovat své pravomoci a bylo na něj pohlíženo už jako na tzv. věčnou zástavu. Například při jednání o uzavření vestfálského míru říšští protestantští stavové žádali, aby Chebsko bylo jako říšská zástava vyplacena a nabízeli částku 40 tisíc tolarů. Císař nicméně nabídku odmítl s tím, že si jej sice cení alespoň na 320 tisíc tolarů, ale jako věčnou zástavu ji ani nechat vyplatit nemůže. Mj. díky tomuto rozhodnutí pak bylo celé Chebsko, na rozdíl od Ašska, rekatolizováno, což k postupnému slučování ještě více přispělo. Naproti tomu se roku 1533 začal scházet zvláštní chebský sněm, složený z členů chebské městské rady a nejvýše sedmi místních šlechticů, který měl projednávat žádosti panovníka o zvláštní peněžitou pomoc. Finanční otázka se pak stala tou rozhodující, která nakonec Chebsko do Čech přivedla. Celý proces byl později označen za bohemizaci Chebska.
Za Maxmiliána II. naléhali čeští stavové, aby Chebsko podléhalo usnesením českého zemského sněmu, kterými jsou určovány berně, což císař roku 1570 podpořil. Chebští se však bránili s odůvodněním, že na českém sněmu nejsou přítomni a tudíž v těchto věcech nerozhodují, navíc by se tím dostali vůči Čechám do podřízeného postavení. Čeští stavové i císař je sice vyzývali, aby se českého sněmu zúčastnili, ale Chebsko si ještě tehdy nezávislost uhájilo a každý rok bylo s jeho sněmem o určení daní vyjednáváno. Až v pobělohorském období začalo i na jeho území platit obnovené zřízení zemské a roku 1638 Ferdinand III. rozhodl, že výši řádných berní pro Čechy i Chebsko bude souhrnně určovat český zemský sněm, čímž se pro jeho území stala česká zemská usnesení závaznými. O výši samotného chebského podílu na této celkové sumě ale ještě rozhodoval sněm v Chebu, stejně jako povoloval mimořádné odvody. Roku 1658 byl Chebsku stanoven pevný podíl na vojenské výdaje a až roku 1705 Josef I. rozhodl, že obecně má Chebsko odvádět půl procenta toho, co určí český zemský sněm. Za Marie Terezie pak byl učiněn rozhodující krok zavedením berního katastru, na jeho základě od roku 1762 o určení daní už rozhodoval jen český zemský sněm, chebské stavy na ně ztratily jakýkoli vliv.
Berní zahrnutí Chebska do Českého království se projevilo i ve správní oblasti. Roku 1714 byly Čechy kvůli lepšímu výběru daní rozděleny na 12 krajů, přičemž Chebsko, stejně jako Loketsko, začalo spadat do žateckého kraje a žatecký hejtman pak svou pravomoc na jeho území, jakožto území vnějšího kraje, tedy už skutečné součásti království, prováděl prostřednictvím chebského purkrabího. Takové uspořádání nicméně chebský sněm na svém posledním zasedání v roce 1721 schválil, stejně jako přistoupil k pragmatické sankci, samy chebské stavy tedy souhlasily s tím, že Chebsko bude „na věčné časy“ patřit arcidomu Rakouskému, a to jako součást království Českého. Potvrdily to pak i společnou účastí s českými stavy a zástupci českých královských měst na korunovaci Karla VI. českým králem roku 1723, což se opakovalo i na dalších následujících korunovacích. Když byla v roce 1751 provedena krajská reorganizace, Chebsko bylo zahrnuto do nově vzniklého kraje loketského, ale loketský hejtman prováděl jen berní správu Chebska, ostatní záležitosti měl stále ve své kompetenci chebský purkrabí. Změna nastala roku 1773, kdy byl úřad purkrabího jako poslední institucionální výraz chebské samostatnosti zrušen. Zlikvidována byla roku 1775 i samostatnost Ašska, tedy panství Aš a Neuberg (Podhradí u Aše) se zvláštním postavením, podřízené do té doby přímo královské koruně.
Co se týká správy církevní, už císař Josef II. roku 1787 zamýšlel převést území Chebska pod pražskou arcidiecézi, ale kvůli odporu řezenského arcibiskupa i Svatého stolce k tomu došlo až za císaře Františka I. v roce 1808. O dva roky dříve zanikla díky tomu, že se František I. prohlásil rakouským císařem a složil římskoněmeckou císařskou korunu, Svatá říše římská, a protože tím přestal existovat zástavní dlužník, přestalo být Chebsko i oficiálně říšskou zástavou. Jeho postavení jako pevné součásti Čech a tím i rakouského státu bylo ale tehdy vlastně pouze formálně potvrzeno. Roku 1850 sice vznikl chebský kraj, jeho postavení se ale nijak nelišilo od krajů jiných a kromě toho byl v roce 1862 zrušen, přičemž jej nahradily standardní okresní hejtmanství v Chebu a v Aši. Bohemizace Chebska byla formálně dokončena přeměnou dosavadních chebských lén na alodní statky, které byly nejdříve roku 1869 vloženy do pozemkových knih při krajském soudu v Chebu, ovšem už roku 1872 byly nařízením vrchního zemského soudu v Praze vloženy do českých desk zemských.

### Chebské území ve 20. století

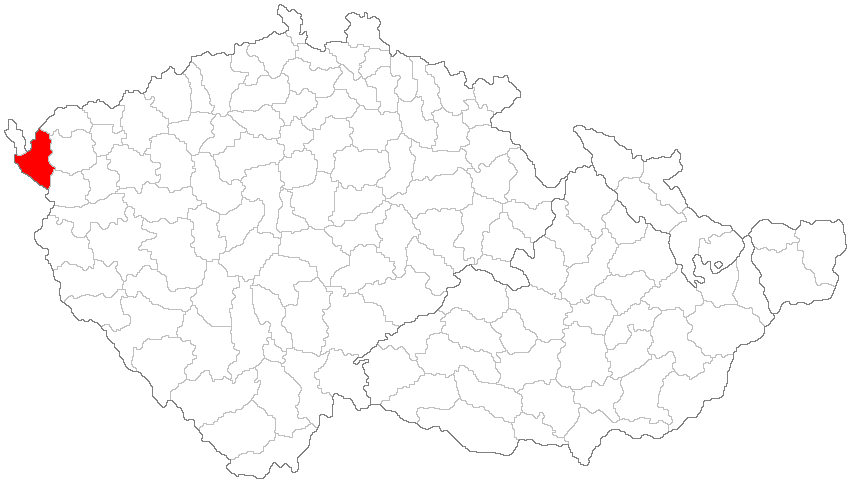
Okresní hejtmanství Cheb roku 1900

Po první světové válce se Chebsko i přes protesty Německa a především tamních Němců stalo součástí Československa. Snaha ho zahrnout do rakouské provincie Deutschböhmen byla zmařena zásahem československého vojska. Jeho území, součást pozdější země České, se dělilo do politických okresů Cheb a Aš, okres Cheb se navíc skládal ze soudních okresů Cheb a Vildštejn. V Chebu pak bylo už od roku 1850 sídlo krajského soudu a později i obchodní a živnostenské komory, obě instituce ale měly mnohem větší územní rozsah.
Po Mnichovské konferenci bylo Chebsko s dalšími německy mluvícími pohraničními oblastmi (Sudety) v říjnu 1938 obsazeno Německem a až do konce druhé světové války tvořilo přímou součást Třetí říše jako část říšské župy Sudetenland, vládního obvodu Eger.
Po válce bylo německé obyvatelstvo vysídleno a bývalé Chebsko se osídlilo kolonisty z českého vnitrozemí a východní Evropy. V této souvislosti již o nějakých reminiscencích zvláštního postavení nelze vůbec mluvit. Jeho území pak přináleželo do roku 1960 k okresům Cheb a Aš a kraji Karlovarskému, později spojenému okresu Cheb a jemu nadřízenému Západočeskému kraji. Po roce 2000 jde opět o Karlovarský kraj.